# П'ятничко Олександр Іванович
П'ятничко Олександр Іванович (нар. 6 травня 1936, Кривий Ріг — пом. 16 липня 2020) — український науковець, фахівець у галузі промислової теплотехніки, термодинаміки, переробки, постачання природного газу. Кандидат технічних наук (1972).

## Життєпис
Олександр Іванович П'ятничко народився 6 травня 1936 року в м. Кривий Ріг, разом з батьками пережив війну, евакуацію. Важкі умови повоєнного життя загартували характер молодої людини – він звик бути першим у всьому: в навчанні, в спорті, в опануванні техніки.
Закінчив середню школу у 1953 р. і вступив до Київського політехнічного інституту.
У 1958 р. після закінчення, був направлений на роботу до Інституту газу, у відділ транспорту та зрідження природного газу (тепер - відділ газових технологій) на посаду інженера у відділ транспорту та зрідження.
В процесі роботи змінив багато посад: головний інженер відділу (1962); Начальника конструкторсько-технологічного відділу (1973);
Старший науковий співробітник (1977);
Завідувач лабораторії підготовки газу до трубопровідного транспорту (1982).
Заступник директора з наукової роботи (1986-2017).
Отримав ступінь кандидата технічних наук (1972), був співзасновником та заступником головного редактора журналу «Енерготехнології та ресурсозбереження».

## Науково-технічна діяльність
Брав участь у роботі утилізації факельних газів в енергомодулях нафтовидобувних платформ (1992-2000). Будівництво та дослідження блоку зрідження природного газу  (1995). Виробництво композитних балонів для природного газу (2003). Створення парогазової установки "Водолій-16" (2007). Газові автомобільні наповнювальні компресорні станції. Добування, підготовка і використання біогазу в Україні та США. Блоки осушки малої продуктивності (для АГНКС) та великої (горизонтальні касетні адсорбери - 1980). Переведення сільскогосподарської техніки та кар'єрних самоскидів на природний газ.

## Нагороди
Лауреат премія імені Г.Ф. Проскури (1993)
Лауреат Державної премії України в галузі науки і техніки (1995)
Заслуженого діяча науки і техніки України (2006)
Орден «За заслуги» ІІІ ступеня (2009)